# جزيرة شكلة
جزيرة شُكْلَة (بالإيطالية: Scoglio d'Africa أو Scoglio d'Affrica)، هي جزيرة صغيرة منفردة تنتمي إلى أرخبيل توسكان الموجود في البحر المفتوح بين البحر التيراني وقناة كورسيكا. تقع 18.5 كيلومتر (10 nmi) غرب جزيرة مونتيكريستو 23.5 كيلومتر (12.7 nmi) جنوب جزيرة بيانوسا و 43.1 كيلومتر (23.3 nmi) شرق كورسيكا. إداريًا ينتمي إلى بلدية كامبو نيللبا. وهي أيضًا جزء من منتزه Tuscan Archipelago الوطني .

## الوصف
فيما يتعلق بحجمها وشكلها، يمكن اعتبار جميع الصخور الناشئة في امتداد البحر الضحل لجميع الآثار. لها كفاف دائري بقطر 70 متر (230 قدم) ، مساحة 3,000 م2 (32,000 قدم2) وارتفاع 3 متر (10 قدم) فقط فوق مستوى سطح البحر حسب المد والجزر والأمواج. من الناحية الجيولوجية، ينتمي السكيري إلى سلسلة غواصات تبدأ على بعد أميال قليلة شرق كابرايا وتمتد باتجاه الجنوب حتى تصل إلى بيانوسا . التلال ملقاة على عمق متوسط يبلغ 80 متر (260 قدم) ولكنها تنخفض على مقربة من الجزيرة لتصل إلى 8 متر (26 قدم) . الأعماق في المنطقة بين skerry و Montecristo تصل إلى 200 متر (660 قدم) .

## الحيوانات
يتكون قاع البحر حول الصخور من نوعين من الأحياء الحيوية. يتكون النوع الأول من الطحالب، مرجانيات والشوكيات التي تشكل بنية غنية في تجاويف. والثاني يتكون من مروج لبوسيدونيا.